# Malephora
Malephora is een geslacht uit de ijskruidfamilie (Aizoaceae). De soorten uit het geslacht komen voor in Zuid-Afrika.

## Soorten
- Malephora crassa (L.Bolus) H.Jacobsen & Schwantes
- Malephora crocea (Jacq.) Schwantes
- Malephora engleriana (Dinter & Schwantes) Dinter & Schwantes
- Malephora flavocrocea (Haw.) H.Jacobsen & Schwantes
- Malephora framesii (L.Bolus) H.Jacobsen & Schwantes
- Malephora herrei (Schwantes) Schwantes
- Malephora latipetala (L.Bolus) H.Jacobsen & Schwantes
- Malephora lutea (Haw.) Schwantes
- Malephora luteola (Haw.) Schwantes
- Malephora mollis (Aiton) N.E.Br.
- Malephora ochracea (A.Berger) H.E.K.Hartmann
- Malephora pienaarii van Jaarsv.
- Malephora purpureocrocea (Haw.) Schwantes
- Malephora smithii (L.Bolus) H.E.K.Hartmann
- Malephora thunbergii (Haw.) Schwantes
- Malephora uitenhagensis (L.Bolus) H.Jacobsen & Schwantes
- Malephora verruculoides (Sond.) Schwantes

... · 
Antimima · 
Argyroderma · 
Carpobrotus · 
Disphyma · 
Dorotheanthus · 
Gibbaeum · 
Lapidaria · 
Lithops · 
Mesembryanthemum · 
Sceletium · 
Tetragonia · 
...